# Faits économiques et sociaux au XIIe siècle

Chronologie de l'économie
XIe siècle - XIIe siècle - XIIIe siècle

## Événements

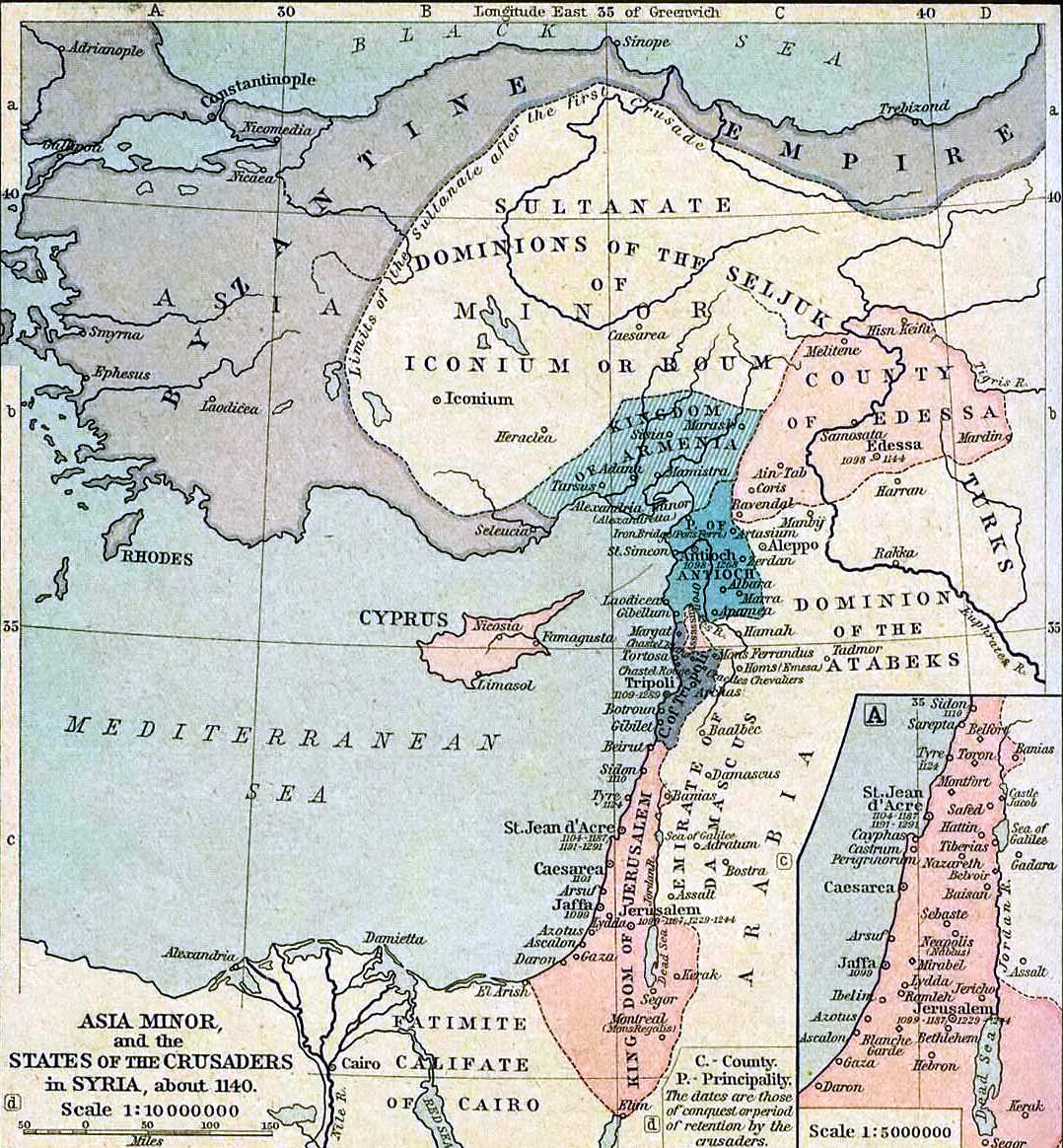
Asie Mineure et Levant vers 1140

- 1154 : les Zengides unifient la Syrie musulmane[1]. Les ravages des croisades ont accéléré l’exode rural en Syrie : les titulaires de l’iqtâ, n’ayant qu’une jouissance temporaire de leurs domaines, abandonnent les campagnes sans protéger leurs paysans. Nur ad-Din, après 1163, puis Salah al-Din adoptent le système de l’iqtâ héréditaire[2]. Assuré de pouvoir transmettre son domaine, le muqta’ (titulaire d’un iqtâ) se préoccupe de sa mise en valeur et protège les paysans. Parti de la région de Damas, un mouvement de remise en culture des friches s’étend, dans la deuxième moitié du siècle, à l’ensemble de l’émirat zangide, puis ayyubide. La démographie et les prix des denrées alimentaires augmentent en Syrie. La pratique de l’iqtâ héréditaire donne naissance dans la région syro-mésopotamienne à une aristocratie terrienne stable et entraîne un assujettissement accru des classes sociales. Nur ad-Din fonde à Alep et à Damas une « maison de la justice » (dâr al-'adl), sorte de haut tribunal des abus qu’il préside. Il fonde aussi une dar al Hadith pour relancer l’étude de la tradition et fonde la hanaqah, sorte de couvent pour les sûfîs, à la fois centre religieux et hôtellerie. Il fait construire de nombreux hôpitaux[3].
- 1175 : la réunification de la Syrie et de l’Égypte permet au commerce syrien, jusqu’alors en stagnation, de refleurir. L’essentiel du marché est fourni par des produits locaux, agricoles ou industriels (textiles, verrerie, poterie fine, orfèvrerie). Sous les Ayyoubides, l’Égypte se trouve à nouveau surexploitée au profit de la Syrie déficitaire. Salah al-Din y implante le système de l’iqtâ, ce qui réduit considérablement les libertés des paysans[4]. La courbe démographique, très stable jusqu’à la fin du XIIe siècle, s’infléchit. Un certain asservissement est compensé par la protection des muqta’ héréditaires, tandis que l’État contrôle les impôts et fixe le prix des denrées, ce qui améliore sensiblement la sécurité personnelle et économique des paysans. L’Égypte est alors au confluent du grand commerce oriental. Alexandrie reçoit par la mer Rouge en provenance des Indes, d’Arabie et de Perse des aromates, des pierreries et surtout des épices. En outre, l’Égypte, qui manque de bois et de fer, est un bon marché d’exportation pour les Occidentaux. De retour en Égypte après 1176, Saladin fonde des écoles supérieures d’administration, les medersas, pour former des fonctionnaires et éradiquer le chiisme[5].

- 1177-1186 : mauvaises récoltes au Japon[6] ; le riz, dans le Kansai (ouest du Japon), ne parvient pas à maturité.

### Europe
- Vers 1100 : les conditions climatiques favorables entrainent la formation de nouvelles agglomérations et des défrichements. La population s’accroît. Les techniques se développent : moulins à eau, charrues et attelages, apparition des moulins à vent à la fin du siècle[7]. Les premières chartes de franchises (Prisches en Avesnois, Lorris en Gâtinais et Beaumont en Argonne[8]) apportent aux paysans des libertés. Elles codifient les usages, précisent les devoirs des dépendants dont elles suppriment les plus dures obligations.
- Vers 1100-1150 : le système consulaire s'impose dans toutes les villes d'Italie du Nord et du Centre, à l'exception de Rome et Venise. Les communes aristocratiques dotées d'institutions consulaires émergent avant 1100 à Pise (1081-1085), Biandrate (1093), Asti (1095), Milan (1097), Arezzo (1098) et Gênes (1099), puis dans les décennies suivantes Pistoia (1105), Ravenne(1109), Pavie (1112), Crémone (1112-1116), Lucques (1115), Bergame (1117), Bologne (1123) et Sienne (1125) et sont attestées avant le milieu du siècle à Mantoue, Plaisance, Modène, Vérone, Parme et Florence.  Elles sont dirigées par des consuls au pouvoir limité par l’assemblée des citoyens, l’arengo, qui approuve leurs décisions par acclamations en criant « Fiat, Fiat ». Dans les plus petites villes, cette assemblée regroupe tous les citoyens, mais dans les plus grandes, elle est remplacée par un conseil plus restreint, comme en 1164 à Pise, dont les membres sont soit élus au suffrage indirect, soit par les conseillers sortants, soit désignés par tirage au sort. Dans les communes aristocratiques, les familles nobles se groupent au sein de « clans » ou d’alliances appelés les consorterie, et s’affrontent entre elle pour le gouvernement de la cité. Elles construisent dans les villes des tours défensives, comme il en reste encore à San Gimignano et à Pavie[9],[10]. L'institution du podestariat, charge administrative et judiciaire, se développe dans la plupart des communes italiennes à la fin siècle : Vérone en 1163, Vicence en 1170, Trévise en 1173, Padoue en 1174, Parme en 1175, Lodi et Bologne en 1183, Milan en 1186, Pise en 1190, Gênes en 1191. Elle se généralise au début du XIIIe siècle[11]. Le contexte de conflit croissant à l’intérieur des communes entre famille ou plus tard entre popolo et aristocratie, a sans doute déterminé les villes, lorsque la situation est bloquée, de faire appel à un tiers, souvent choisi à l’extérieur de la ville[12].

- 1104 : construction de l’Arsenal de Venise[13]. Des accords commerciaux sont signés entre Venise et le royaume de Jérusalem[14].
- 1106-1113 : début de la colonisation hollandaise et flamande entre Elbe et Oder. Frédéric Ier, archevêque de Hambourg, passe un contrat avec des colons originaires des Pays-Bas pour les établir dans sa juridiction[15] afin de mettre en valeur les marais à l’embouchure de l’Elbe, près de Stade. En 1171, Henri, duc de Bavière et de Saxe, qui concède à des étrangers un marais des bords du Weser, près de Brême, aux mêmes conditions[16],[17].

- 1119 : première référence à l’Échiquier en Angleterre, à l’origine une grande table de 3 mètres sur 1,5 couverte d'un draps noir quadrillé utilisé pour les calculs du paiement des impôts fondés sur le système de l'abaque. Le premier « rôle de l’Échiquier  » (Pipe Roll) conservé date de 1130-1131 sous Henri Ier Beauclerc. Ce sont des rouleaux de parchemin utilisés pour contrôler les comptes des shérif ou des administrateurs de chaque comté[18],[19].
- Vers 1120 : développement de moulins à marées utilisant les barres de l'Adour[20].

- 1127 : présence à la foire d'Ypres de marchands italiens appelés Lombards[21].
- Vers 1130 : les habitants de Cologne et de Brême obtiennent un comptoir commercial à Londres (Guildhall)[22].
- 1130-1140 : essor des foires de Champagne[21]. Sous l'impulsion d'Henri le Libéral (1152-1181), elles atteignent une renommée internationale (Troyes, Provins, Bar-sur-Aube, Lagny)[23] et s'imposent entre 1180 et 1280 comme le cœur de l'espace commercial européen[24]. Les draps flamands s’échangent contre les produits d’Orient (soieries, épices, produits de luxe), les cuirs et les fourrures (sud de la France, Allemagne). Usage de lettres de foire, de billets à ordre et de contrats de change[25]. En 1172, la présence de marchands Lombards est attestée[21].

- 1130 ou 1133 : le roi Henri Ier Beauclerc octroie une charte aux Londoniens[26]. Les habitants de la ville bénéficient de la tenure bourgeoise, qui est une tenure libre, et voient leurs libertés garanties : administration municipale par un corps d’échevins (aldermen), droit de designer le shérif, fixation de l’assiette et collecte des impôts, instauration d’une foire ou d’un marché, droit d’association ou guilde des marchands recevant le monopole du commerce dans la ville.
- 1143-1149 :  présence de marchands Lombards attestée à Arles[21].
- 1146 : la garde du trésor royal du roi de France Louis VII le Jeune est confiée à l’Ordre du Temple qui possède à Paris une commanderie installée dans la tour du Temple[27]. À la fin du XIIe siècle, l’Ordre du Temple possède à Paris un établissement très important, qui couvre le tiers de la ville et échappe à la juridiction royale. Les artisans de la ville y bénéficient d’un droit de franchise (francs mestiers) et échappent aux charges du roi et de la cité. Les maçons, tailleurs de pierre, charpentiers et mortelliers sont presque tous établis dans la censive du Temple. Ces franchises seront confirmées après la suppression de l’Ordre en 1312[28].
- 1147 : le pillage de Corinthe et de Thèbes par les Normands et le transfert de leurs ouvriers sériciculteur en Sicile porte un coup fatal à l’industrie byzantine de la soie[29] ; Roger II installe une première manufacture à Palerme dès 1148.

- Vers 1150 : rédaction définitive des Usages de Barcelone, compilation du droit catalan[30].
- 1155-1164 : apparition du contrat de change de place en place en Europe dans les actes du notaire génois Giovanni Scriba[31].
- 1156 : apparition d’offices de banques en Italie du Nord (monti ou banques d’état à Venise)[32].
- 1157 : Henri II d'Angleterre instaure l'écuage, taxe qui lui permet de substituer au service féodal une armée de mercenaires[33].
- 1158 :
  - lutte contre la grande propriété ecclésiastique dans l'Empire byzantin. Manuel Ier Comnène interdit aux monastères « d’augmenter les propriétés qu’ils détiennent aujourd’hui, en terre et en paysans attachés » sous peine de confiscation[34].
  - ligne régulière de galées entre Venise et Alexandrie[35].
  - Henri II d’Angleterre introduit une nouvelle monnaie et réduit le titre d’argent de la monnaie anglaise, qui passe à 925 pour mille. L’association durable de cet aloi avec la monnaie détermina l’expression anglaise « sterling silver » pour qualifier toute production d’argent de cette qualité[36].
- 1169 : le comte de Flandre Philippe d'Alsace fait don aux chanoines d'Aire-sur-la-Lys des terres situées entre Bergues et Watten pour qu'elles soient asséchées. Il contribue aux travaux d'assèchement de la Plaine maritime flamande en faisant creuser un réseau de canaux (wateringues) et un canal de navigation, le canal de la Colme[37]. Un anciens bras de l'Aa, le Havendyck, est aménagé pour relier Bergues à Dunkerque (futur canal de Bergues)[38]. Entre 1160 et 1180, Thierry d'Alsace et son fils Philippe d'Alsace créent les ports de Gravelines, Nieuport, Damme, Biervliet, Mardyck et Dunkerque[39]. L'élevage du mouton décline dans la plaine maritime au profit de la culture des céréales permise par la multiplication des digues. La croissance démographique entraîne une fragmentation de la propriété, ce qui pousse les paysans de la plaine de Flandre à se tourner vers des emplois proto-industriels ou para-agricole : industrie textile en Flandre intérieure, saliculture, exploitation des tourbières et pêche en Flandre maritime[40].
- Vers 1170 : 
  - Henri II d'Angleterre donne à Rouen le monopole de l’exportation des vins vers l’Angleterre par l’estuaire de la Seine[41].
  - les empereurs byzantins tentent de limiter l’établissement de parèques[42] dans les grands domaines. Manuel Ier Comnène refuse aux moines de Patmos le droit d’établir sur leurs terres un nombre illimité de paysans. En 1175, il fait restituer par d’autres moines les paysans excédentaires qu’ils avaient attirés. Isaac II Ange fait de même en 1186[43].
- 1171 : fondation de la première banque d’Europe à Venise, spécialisée dans les opérations de change et de crédit[44].

- 1173 : la Castille imite les monnaies d’or musulmanes[45].
- Après 1173 : traité de commerce entre Knut Eriksson et Henri le Lion, garantissant aux marchands suédois des exemptions de droits de douane à Lübeck. La Suède noue les premiers liens avec les marchands allemands de la Baltique[46].

- 1180-1223 : règne de Philippe Auguste en France. Il dispose annuellement de 17 000 kg d’équivalent argent de revenus. Sous son règne se diffuse le système du scellement dans le nord, tandis que le notariat s’étend dans le sud[47]. Vers 1185, pour surveiller la gestion des prévôts, Philippe Auguste charge des familiers d’une mission d’enquête temporaire (baillis au XIIIe siècle)[48].

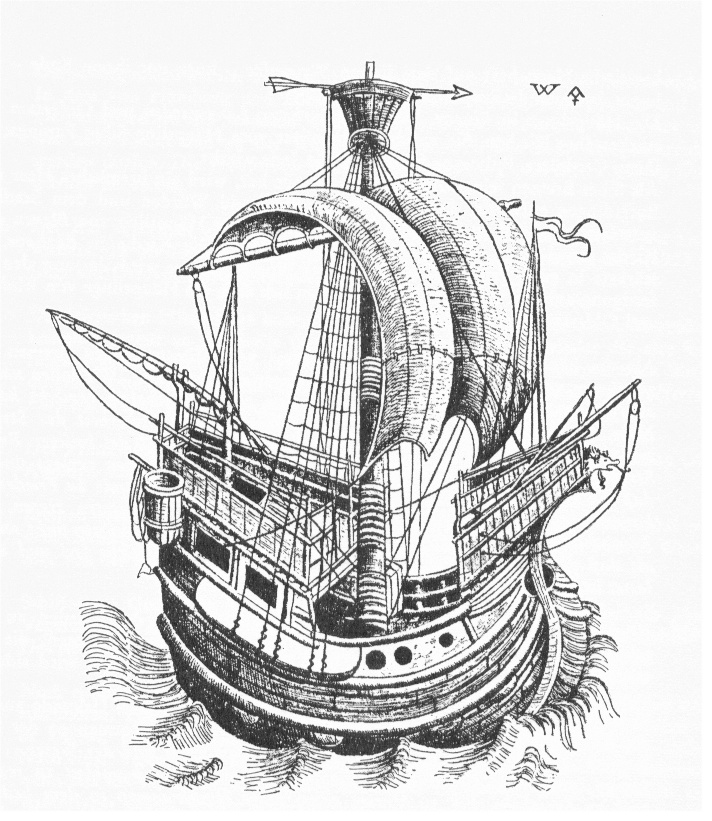
Kogge

- 1188 : apparition de la kogge (cogue), navire dont la capacité de charge est de huit à dix fois celle des navires antérieurs. Quatre grands vaisseaux de ce type sont signalés dans le port de Cologne pour le transport des croisés[49]. C’est un navire trapu mesurant une trentaine de mètres de long sur sept de large, avec un tirant d’eau de trois mètres. Pourvue d’une voile unique, il est relativement maniable, capable d’avancer contre le vent, et rapide, surtout lorsqu’il est équipé d’un gouvernail d’étambot, à partir du début du XIIIe siècle. Probablement mis au point par les frisons, il devient le navire hanséatique par excellence du XIIIe au XIVe siècle, concurrencé au XIVe siècle par la hourque (holk), d’une capacité encore plus importante.

- 1189-1190 : pour financer son expédition, Richard Cœur de Lion puise dans le trésor laissé par son père et vend son indépendance à l’Écosse[50].
- Vers 1190 : la boussole est attesté en France par une pièce satirique de Guyot de Provins[51].
- 1198 :
  - premier arrivage de vins de La Rochelle à Anvers à la faveur d’une pénurie de vins du Rhin, entraînant la chute des prix du vin[52].
  - le prêt sur gage apparaît à Freising, en Allemagne, où le premier établissement d'Europe est fondé[53].
- 1er juillet 1199 : la reine Aliénor d'Aquitaine accorde par une charte aux bourgeois de Bordeaux l’abolition des coutumes entravant le commerce des vins[54].
- 1199 : 
  - édit de Jean sans Terre réglementant le prix des vins en Angleterre[55].
  - installation de tourniquets pour déposer les nouveau-nés à la maison des enfants trouvés à Rome[56].
  - pour financer la croisade, Innocent III prescrit de placer un tronc pour recueillir les offrandes dans chaque église paroissiale et impose pour la première fois de clergé séculier et régulier au quarantième de ses revenus et les cardinaux au dixième (décime). Ces taxes rencontrent l’hostilité du clergé. Les Cisterciens et d’autres ordres réussissent à s’en faire exempter[57].

## Démographie
- Vers 1100 : 48 millions d'habitants en Europe[58].
- Vers 1120 : la Chine compte 100 millions d’habitants.